# Alejandro Aballay
Alejandro Aballay (19??) es un biólogo estadounidense, actualmente profesor y director del Centro de Interacciones Microbiano-Anfitrión en la Facultad de Medicina de la Universidad de Duke.
En 2013, fue elegido miembro de la Asociación Estadounidense para el Avance de la Ciencia.